# Кингсли, Гершон
Гершон Кингсли (англ. Gershon Kingsley, первоначальное имя Гёц Густав Ксински — нем. Götz Gustav Ksinski; 28 октября 1922, Бохум — 10 декабря 2019, Нью-Йорк) — американский композитор, один из пионеров электронной музыки в 1970-х годах и один из первых исполнителей на синтезаторе Муга. Наиболее известен как автор инструментальной композиции «Popcorn», впервые записанной в 1969 году; а также как долговременный партнёр Жана-Жака Перри (Дуэт Перри и Кингсли).

## Биография
Будучи наполовину евреем (его мать была полькой, принявшей иудаизм после замужества), покинул Германию в пятнадцатилетнем возрасте в 1938 году и поселился в подмандатной Палестине, жил в кибуце Эйн-Харод. Уже в период обучения в Иерусалимской консерватории начал выступать как пианист в джазовых коллективах в Иерусалиме и Тель-Авиве. Его родителям и брату удалось бежать из нацистской Германии на Кубу, а после войны переехать в США, где Кингсли воссоединился с ними в 1946 году. Его отец Макс Ксински занимался торговлей коврами и был пианистом-любителем.
Круг деятельности Кингсли обширен в жанровом плане; сюда входят музыка для кино и телевидения, «классические» камерные произведения и сочинения для иудейских церемоний, написанные под влиянием рок-музыки; неоднократно Кингсли выступал дирижёром и аранжировщиком ряда бродвейских мюзиклов. Выступил дирижёром и аранжировщиком на альбомах канторских композиций Жана Пирса и на других популярных записях этого певца, грамзаписях еврейской литургической и эстрадной музыки, в том числе в исполнении Теодора Бикеля.
Работа Кингсли была отмечена двумя премиями «Клио», номинацией на премию «То́ни» в категории «Лучший дирижёр и музыкальный руководитель» и специальной премией фонда Bob Moog Foundation.
Кингсли умер 10 декабря 2019 года в возрасте 97 лет на Манхэттене, Нью-Йорк.

## Избранные работы

### Альбомы
- 1966 — The In Sound from Way Out!
- 1967 — Kaleidoscopic Vibrations: Spotlight on the Moog
- 1969 — Music to Moog By
- 1970 — First Moog Quartet
- 1970 — Switched-On Gershwin
- 1991 — The Essential Perrey and Kingsley
- 2005 — Voices from the Shadow
- 2006 — God Is a Moog
- 2007 — Vanguard Visionaries: Perrey and Kingsley
- 2009 — Silent Night, Bloody Night

### Музыка к фильмам
- 1969 — «Песня Сэма»
- 1970 — «Мечтатель[англ.]»
- 1972 — «Тихая ночь, кровавая ночь[англ.]»
- 1973 — «Сахарное печенье[англ.]»

### На экране
В 2016 году Гершон Кингсли появился на экране в Международном анимационном джем-сейшене «Popcorn», снятом на его одноимённую мелодию и приуроченную к II торжественной церемонии вручения Национальной анимационной премии «Икар».